# Franciszek Paleari
Francesco Paleari (ur. 22 października 1863 w Mediolanie, zm. 7 maja 1939 w Turynie) – włoski Błogosławiony Kościoła katolickiego, ksiądz katolicki.

## Życiorys
Był członkiem ze Stowarzyszenia Księży św. Józefa Benedykta Cottolengo. Zmarł mając 75 lat w opinii świętości.
W 1998 roku papież Jan Paweł II podpisał dekret o heroiczności cnót księdza Francesca Paleari, a w dniu 10 grudnia 2010 roku papież Benedykt XVI podpisał dekret o cudzie. Jego beatyfikacja odbyła się w dniu 17 września 2011 roku.